# Híbrido Wichurana

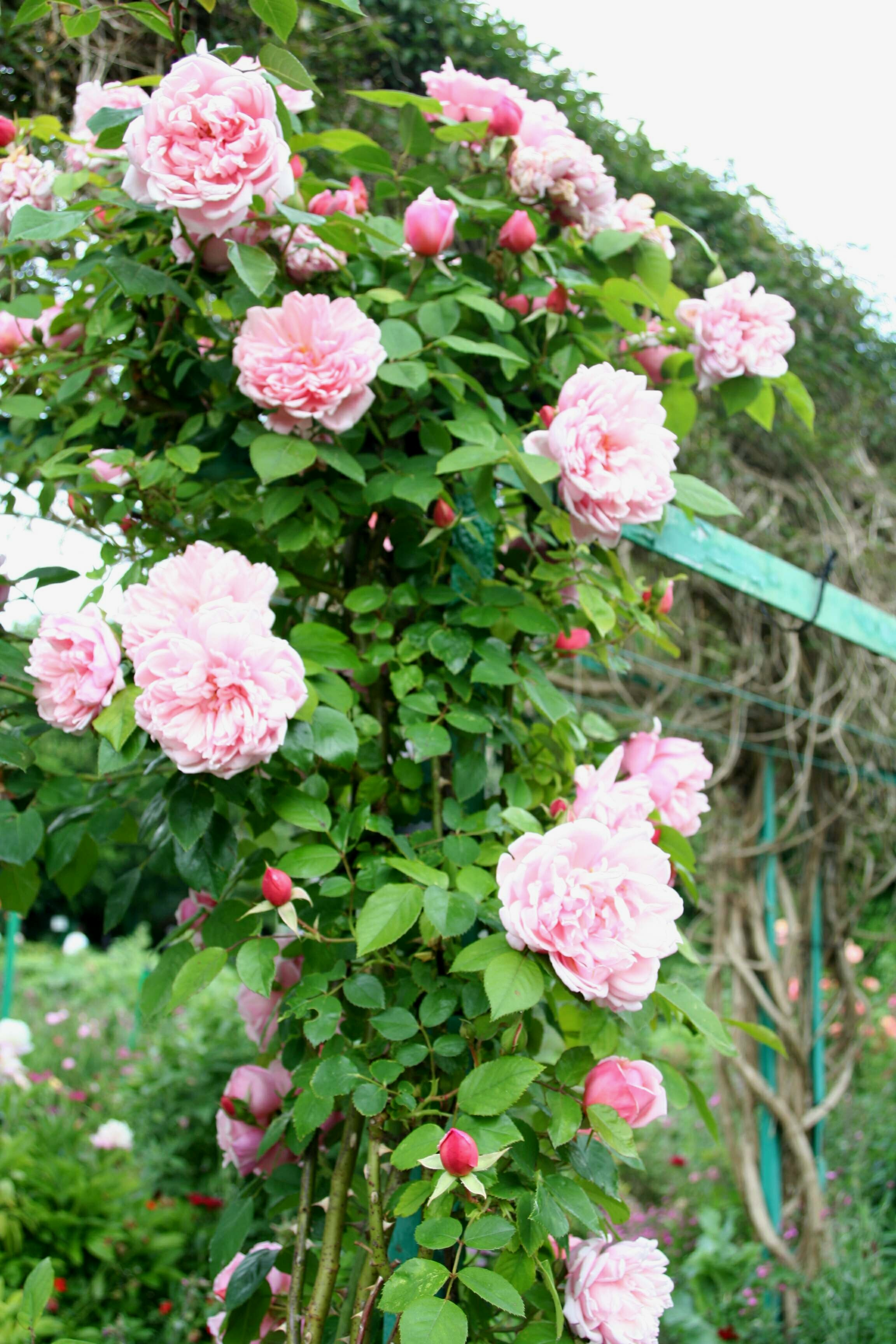
'Albertine', por René Barbier, Francia, 1921.

Los Híbrido Wichurana o Rosas híbridas wichurana son un grupo de cultivares de rosas modernas de jardín, resultado del cruzamiento de Rosa wichuraiana (syn. Rosa luciae) por un lado con los híbrido de té por el otro. La idea era crear rosas que florecieran con variedad de colores y mantuvieran los hábitos rampantes y el follaje brillante y denso.

## Descripción
Se trata de un arbusto trepador o rampante de 3 a 6 metros de altura. La tallos rastreros están articulados con nodos.
Las hojas, largas de 5 a 10 cm, glabras brillantes, generalmente de cinco a siete foliolos, nueve más raramente.
Las flores, son simples con cinco pétalos, de color blanco o rosado, con prominentes estambres amarillos, fragantes, de 1,5 a 3 cm de diámetro, solitarias o agrupadas en corimbos. La floración se produce desde finales de primavera hasta mediados del verano.
Los frutos son globulares, rojo negruzco de 6 a 18 mm de diámetro.

## Historia
El rosalista francés René Barbier (* 1845; † 1931) que llegó desde América a Japón en la década de 1890 encuentra allí la Rosa luciae var. wichuraiana Koidz. y a partir de esta crea su serie de 23 Híbridos Wichurana.
Desde 1900 en los viveros familiares de "Barbier & Cie de Orleans", crea un grupo de hermosos trepadores, de flores grandes que utiliza a Rosa luciae como parental, por su hábito rampante, y por su brillante follaje perenne, de color verde oscuro, así como a diversas híbrido de té para proporcionar el tamaño y la variedad de color de las flores. Los trepadores de Barbier incluyen 'Albéric Barbier' (1900), 'Paul Transom' (1901), 'Alexandre Girault' (1909), y 'Albertine' (1921).
Se convierte así en el principal cultivador de rosales trepadores antes de la Primera Guerra Mundial.
Por otra parte, también se apuntaron a esta línea de hibridación otros rosalistas de diversos países consiguiendo nuevos:
- híbridos de Rosa wichuraiana[5]
  - 'American Pillar' escalada muy vigorosa ramos de flores rojas simples de mayo a julio de híbrido obtenido por Van Fleet en 1902 (Rosa wichuraiana × Rosa setigera): híbrido de flores rojas.
  - 'Débutante' rosal de escalada con flores dobles, estriado, resistente a las enfermedades, obtenidos por Walsh en 1902 (Rosa wichuraiana × 'Baronne Rotschild')
  - 'Dr W.van Fleet', que desciende de 'New Dawn' que presenta remontancia.
  - Evangeline' grandes flores blancas moteadas de color rosa.
  - 'Lady Gay', 'Lady Godiva', 'Albertine' Maravillas de le Brie algo olvidadas.
  - 'Dorothy Perkins','White Dorothy Perkins' y 'Excelsa' ( 'Dorothy Perkins'rouge) muy susceptibles a la enfermedad por lo cual apenas se cultivan.
- híbridos de Rosa luciae( los más conocidos)[6]
  - 'Albéric Barbier' de color blanco a marfil flores muy dobles en la zona de botones de color amarillo.
  - 'Albertine' semi doble flores de color rosa salmón, que le gusta la sombra parcial.
  - 'Henri Barruet', 'René André', 'Léontine Gervais' de colores que van del amarillo al cobre, también obtenido por Barbier, así como por Alexandre Girault.
  - 'Paul Noël', rosal de ramas péndulas de color rosa y perfumado obtenido por Tanne en 1913
- híbridos de Rosa wichuraiana o de Rosa luciae obtenidos en los Estados Unidos por Manda[7]
  - 'Gardenia' vigorosos, brillante follaje, flores muy dobles con color crema blanco.
  - 'May Queen' escalador de abundante floración flores dobles en cuartos, rosas de color lila.

## Cultivo y uso
Rosa luciae se cultiva como planta ornamental en los jardines donde es muy apreciada como cubre suelos sobre los taludes, o como trepador sobre grandes árboles.
Es el parental de todas la rosas trepadoras de hojas brillantes actuales.

## Selección de cultivares
Algunas de las variedades y obtenciones de Híbrido Wichurana conseguidas por distintos obtentores.

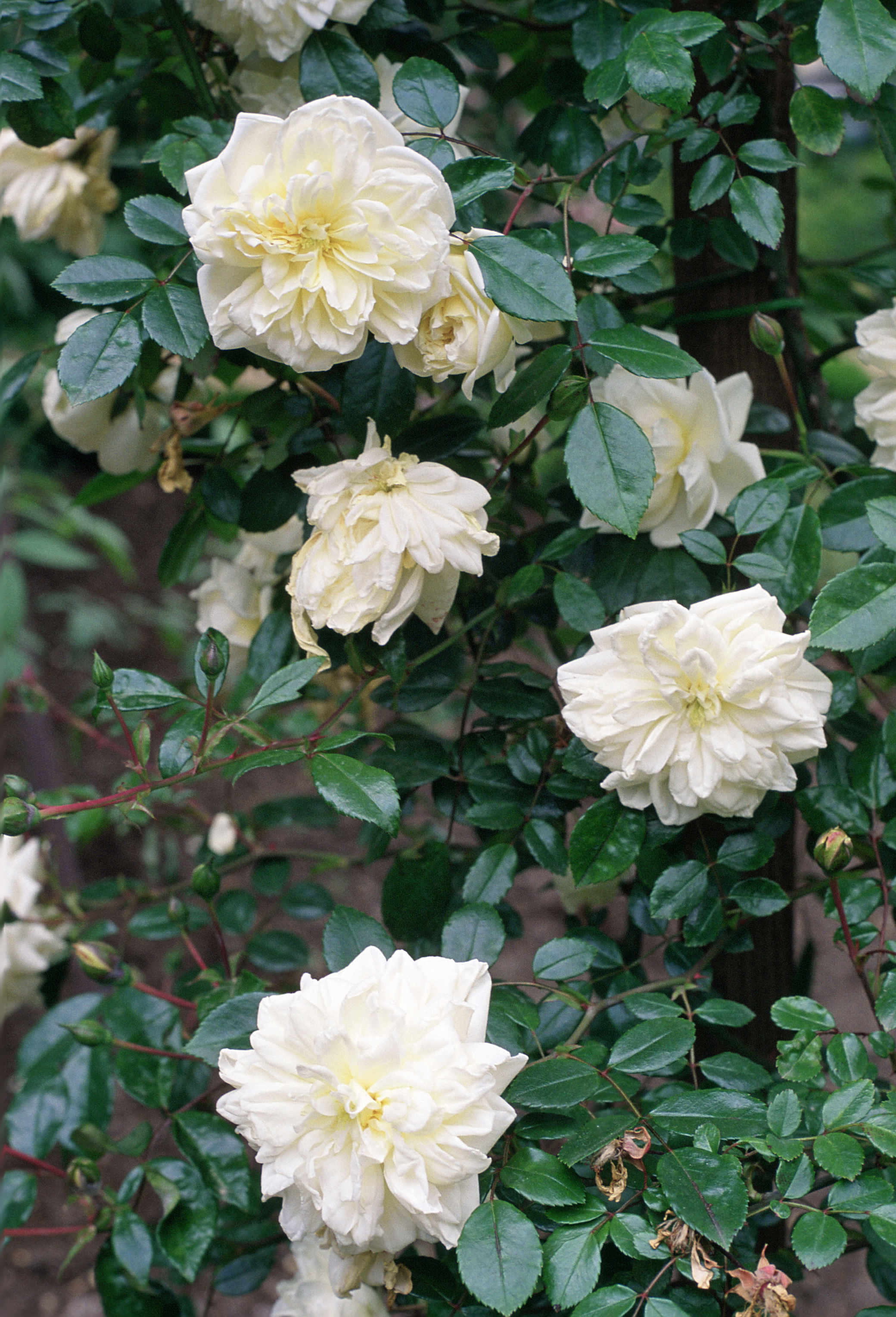
'Albéric Barbier', Barbier (1900). En la Rosaleda del Real jardín botánico de Madrid.
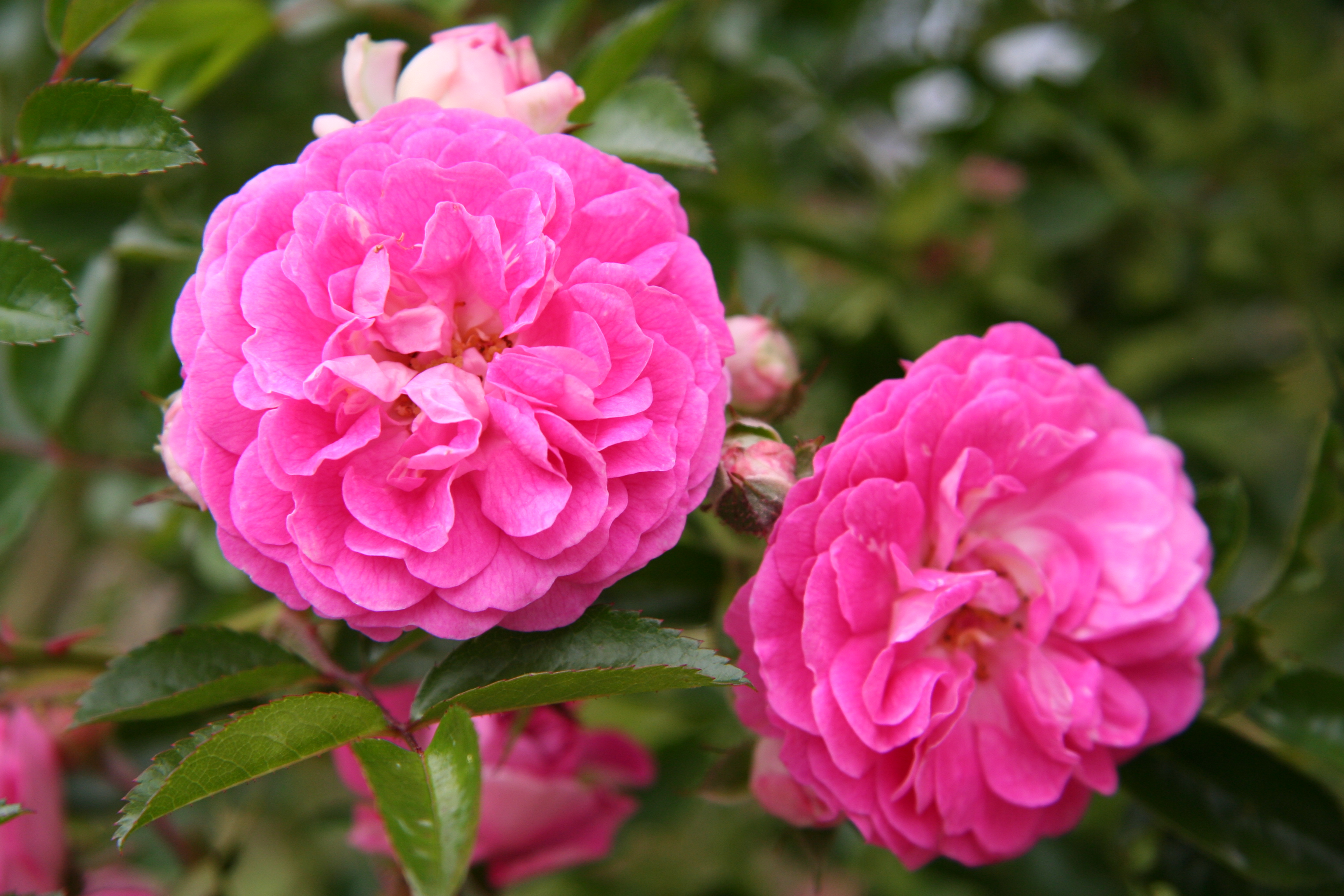
'Dorothy Perkins', Perkins (1901).
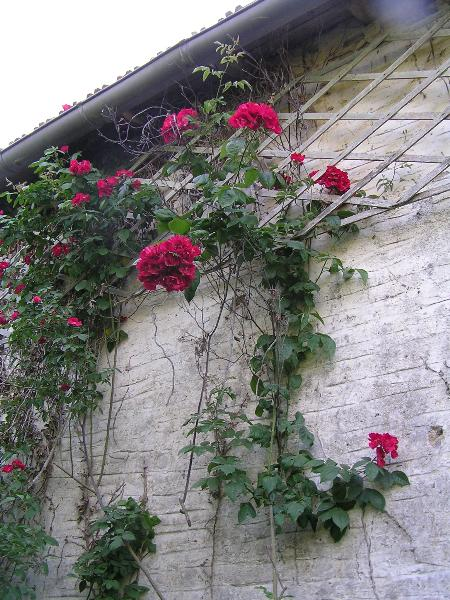
'American Pillar', Fleet (1902).
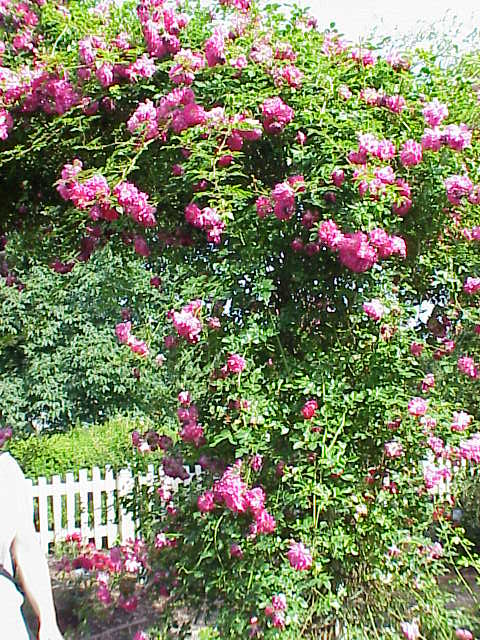
'Alexandre Girault', Barbier (1907).
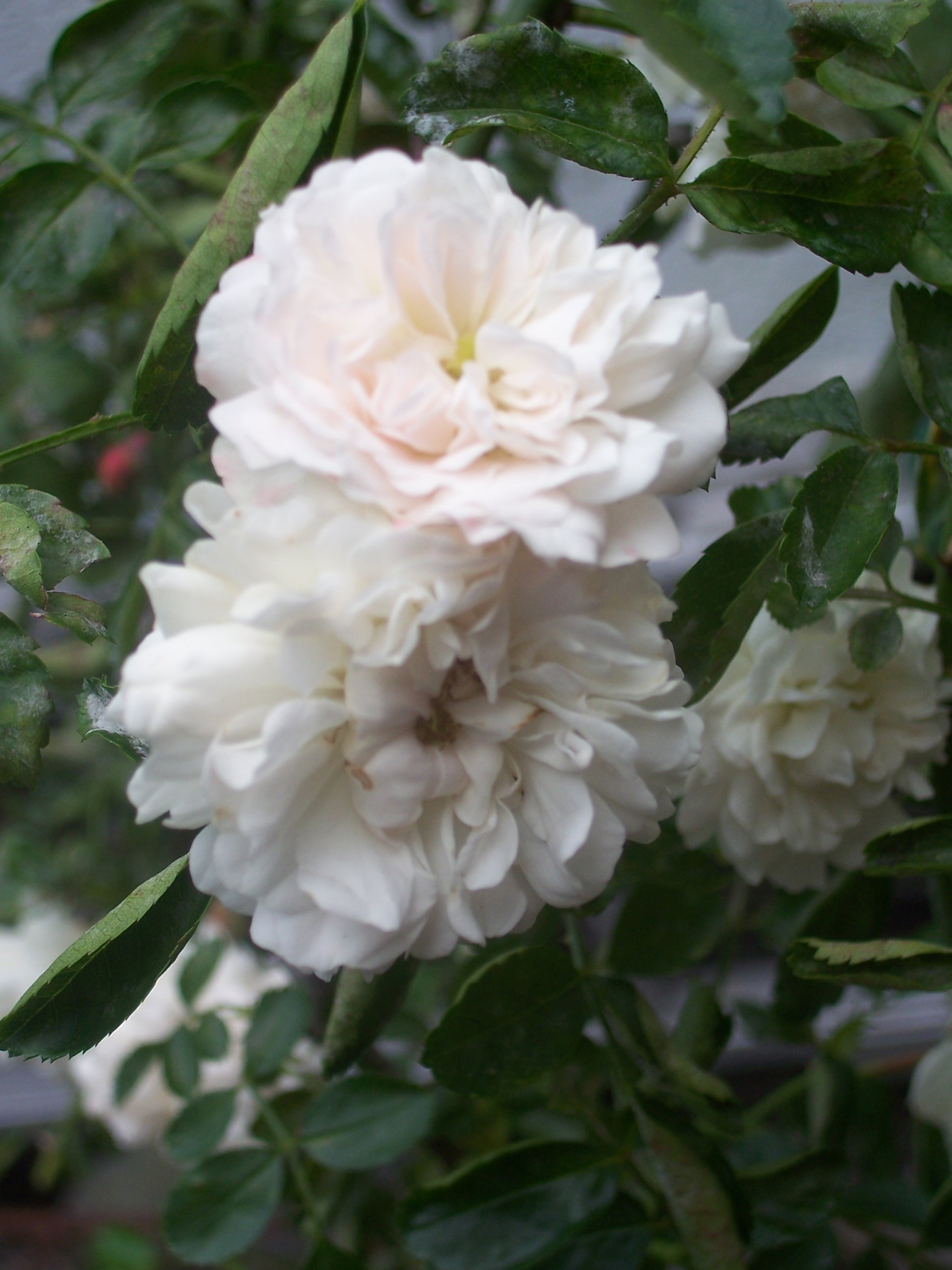
'White Dorothy' B. R. Cant (1908).
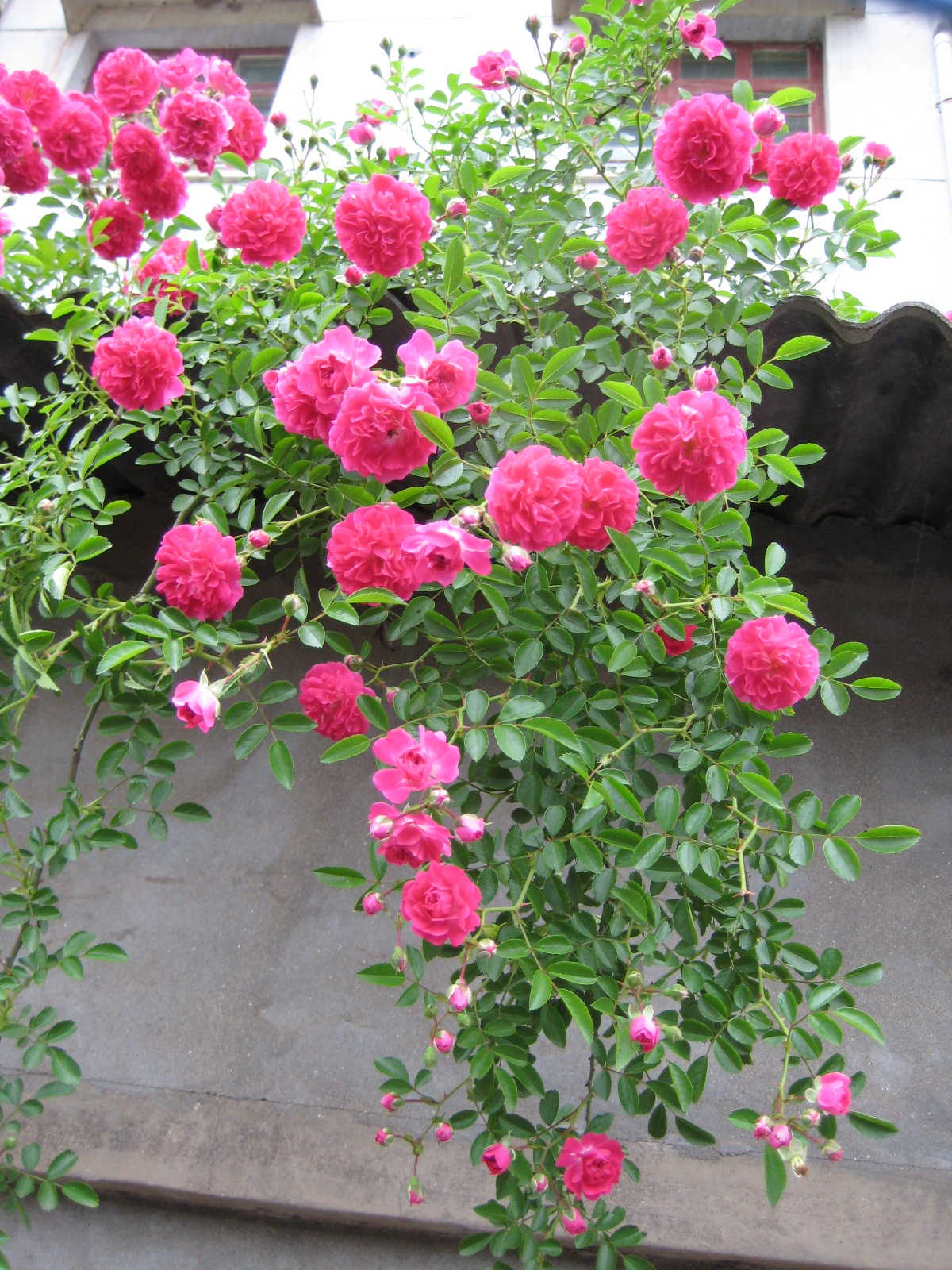
'Excelsa' Walsh (1908).
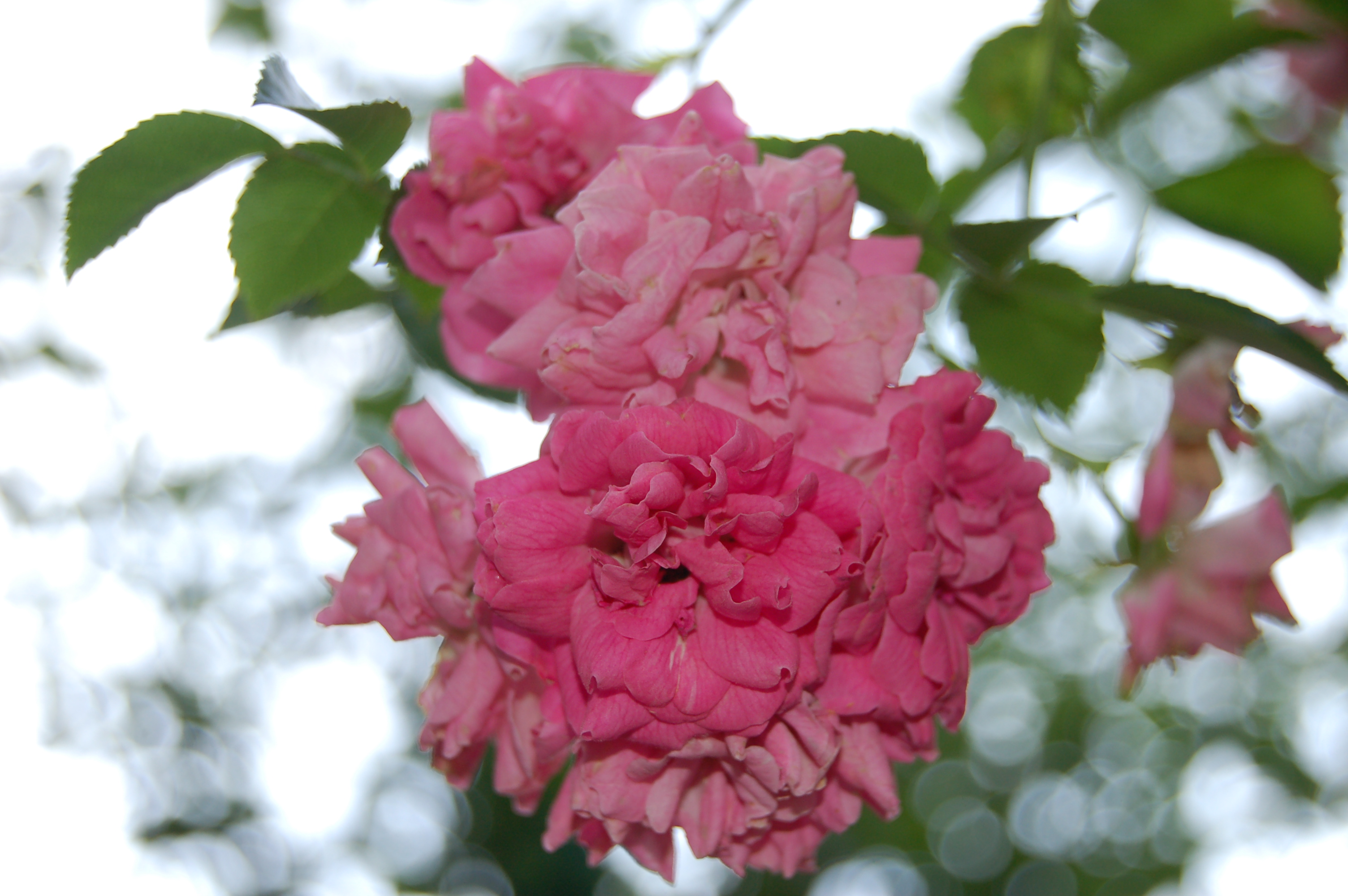
'Christian Curle', Cocker (1909).
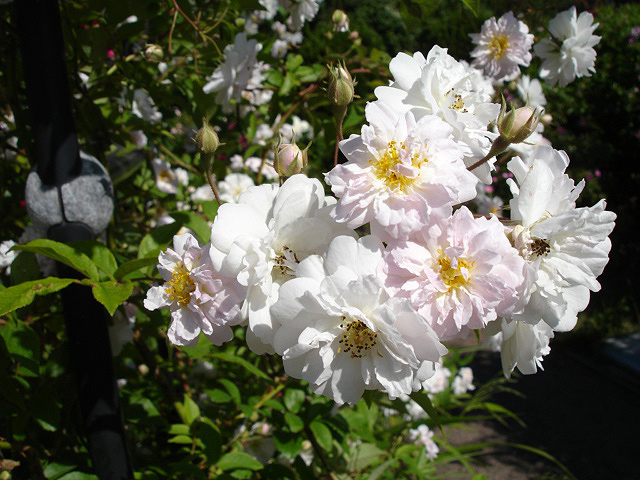
'Sander's White Rambler', Sander (1912).
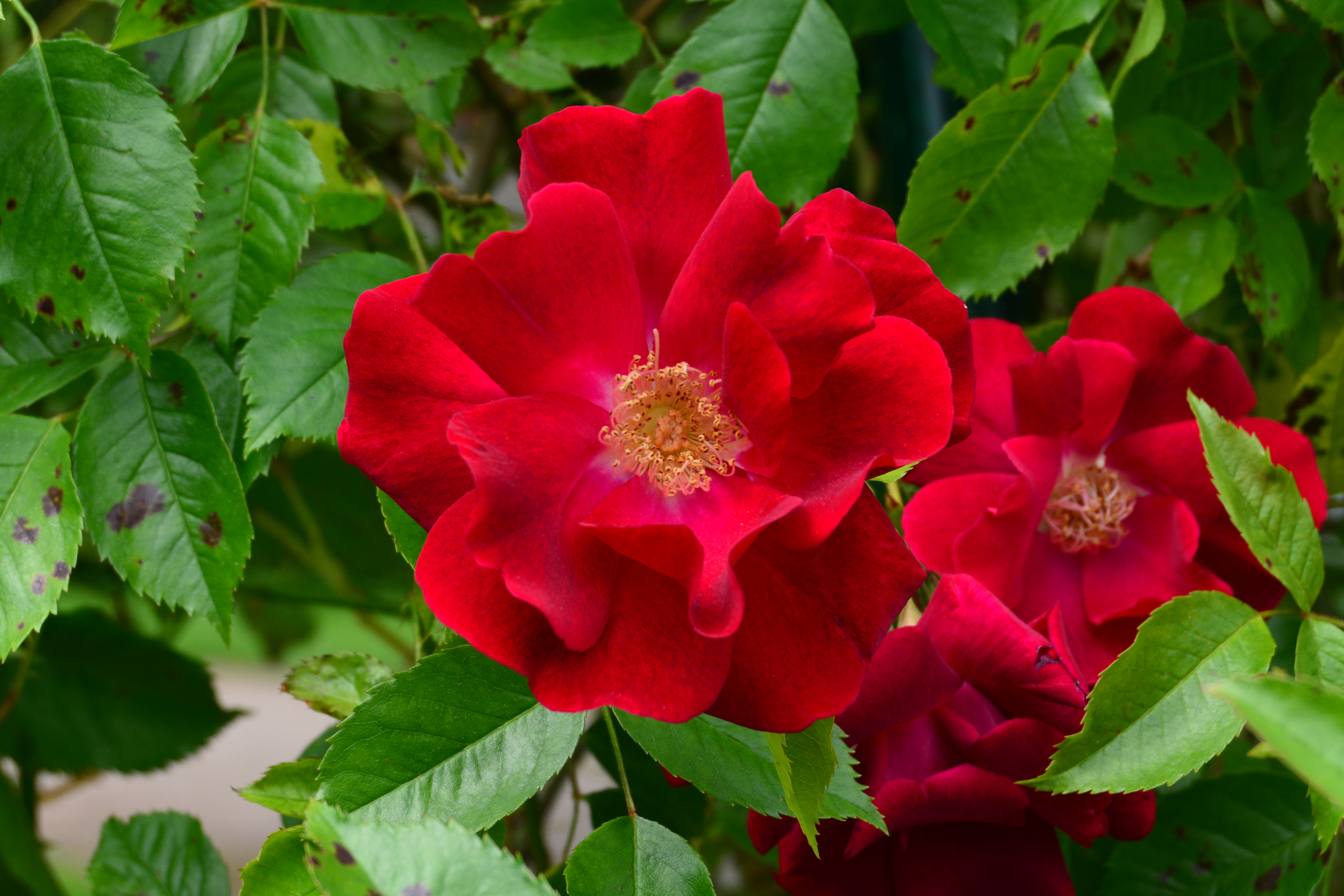
'Crimson Conquest', Chaplin (1931).